# Serra-Claret
Serra-Claret és una marca de moda catalana fundada a Manresa el 1933 per Josep Serra Claret.
Actualment la direcció està en mans de les dues netes, la Cristina i la Judith. Fins a l'estiu de 2023, l'empresa comptava amb dues botigues a Manresa i una altra al Passeig de Gràcia de Barcelona. Però a l'agost del 2023 es va anunciar el tancament d'una de les botigues de Manresa.